# Kampf um Saragarhi
Der Kampf um Saragarhi wurde am 12. September 1897 zwischen Paschtunen der Afridi sowie Orakzai und der Britisch-Indischen Armee geführt.:126
Saragarhi war ein Kommunikationsposten in der Samana-Bergkette in Britisch-Indien, heute Pakistan.:118 Errichtet wurde er zwischen den beiden Forts Lockhart (alt. Mastan:117) und Gulistan (alt. Cavagnari:117), um die Heliographenkommunikation zu ermöglichen.:118
Am Morgen des 12. September wurde Saragarhi und dessen britisch-indisches Kontingent, bestehend aus 21 Sikhs des 36th Sikh Regiments, von ca. 10.000 Pashtunen angegriffen. Die Sikhs, angeführt von Ishar Singh, verteidigten den Posten bis auf den letzten Mann gegen die gewaltige Übermacht der Angreifer.

## Ablauf
Major A. C. Yate, selbst beteiligt an der darauf folgenden Tirah-Kampagne, beschreibt den Kampf um Saragarhi und die damit verbundenen Ereignisse in „The Life of Lieut. Col. John Haughton“, seinen Erinnerungen an den Kommandanten der 36th Sikhs, der sich zum Zeitpunkt der Schlacht in Fort Lockhart aufhielt,:125 wie unten aufgeführt. Die Beschreibung basiert größtenteils auf Briefen von Haughton an seine Ehefrau vom 13.–16. September 1897.:136–140
Gegen 9 Uhr morgens versammelten sich mehrere tausend Pashtunen um Saragarhi.:136 Nach den ersten erfolglosen Versuchen der Afghanen, den Posten zu überrennen, zogen sie sich zurück, hielten aber den Beschuss aufrecht, während zwei der Angreifer zurückblieben, um im toten Winkel der Mauer unentdeckt diese zu untergraben.:126 Um 12 Uhr meldete Saragarhi, dass ein Sepoy getötet, ein Naik verwundet und drei Gewehre durch feindliche Kugeln zerstört wurden.:136 Daraufhin versuchten zwölf Mann des Royal Irish Regiments unter dem Adjutanten Lieutenant Munn aus Fort Lockhart, die Angreifer auf Saragarhi aus der Distanz zu beschießen.:136 Gegen 15 Uhr meldete Saragarhi, dass ihnen die Munition ausgehe.:128 Kurz nach 15 Uhr fiel der erste Teil der Mauer.:128 Nachdem die Afghanen Saragarhi zerstört hatten, blieb ein Teil der Angreifer in Saragarhi und der Rest zog weiter in Richtung Fort Gulistan.:137
In der Nacht vom 13. auf den 14. September war dort aber Verstärkung eingetroffen, so dass die Pashtunen Fort Gulistan nicht mehr einnehmen konnten. Am 14. September wurde Saragarhi durch die Briten mithilfe von Artilleriebeschuss zurückerobert.

## Erinnerung
Aus den Trümmern des zurückeroberten Kommunikationspostens errichteten die Briten einen Obelisken zum Andenken an die Verteidiger, die durch ihr Opfer den Feind so lange aufhalten konnten, bis der Entsatz bei Fort Gulistan eingetroffen war.
Außerdem wurden zur Erinnerung Gurdwaras in Amritsar und Firozpur für die Verteidiger gebaut. Alle 21 Sikhs erhielten posthum den Orden Indian Order of Merit, die höchste Auszeichnung, die ein indischer Soldat zu der Zeit erhalten konnte.
Die Regierung des Punjab hat den 12. September (Saragarhi-Tag) am 4. April 2000 zum Feiertag erklärt.
Der Kampf ist Mittelpunkt des Filmes Kesari (Regie: Anurag Singh) von 2019. 